# Eckes-Granini Group
Eckes-Granini Group, tysk drycktillverkare med huvudkontor i Nieder-Olm
Eckes grundades 1857 i Nieder-Olm av Peter Eckes. Från 1930-talet började företaget expandera. En stor framgång för Eckes kom 1958 då man lanserades fruktdrycken Hohes C. 1994 köpte man Granini varpå Eckes-Granini bildades. 

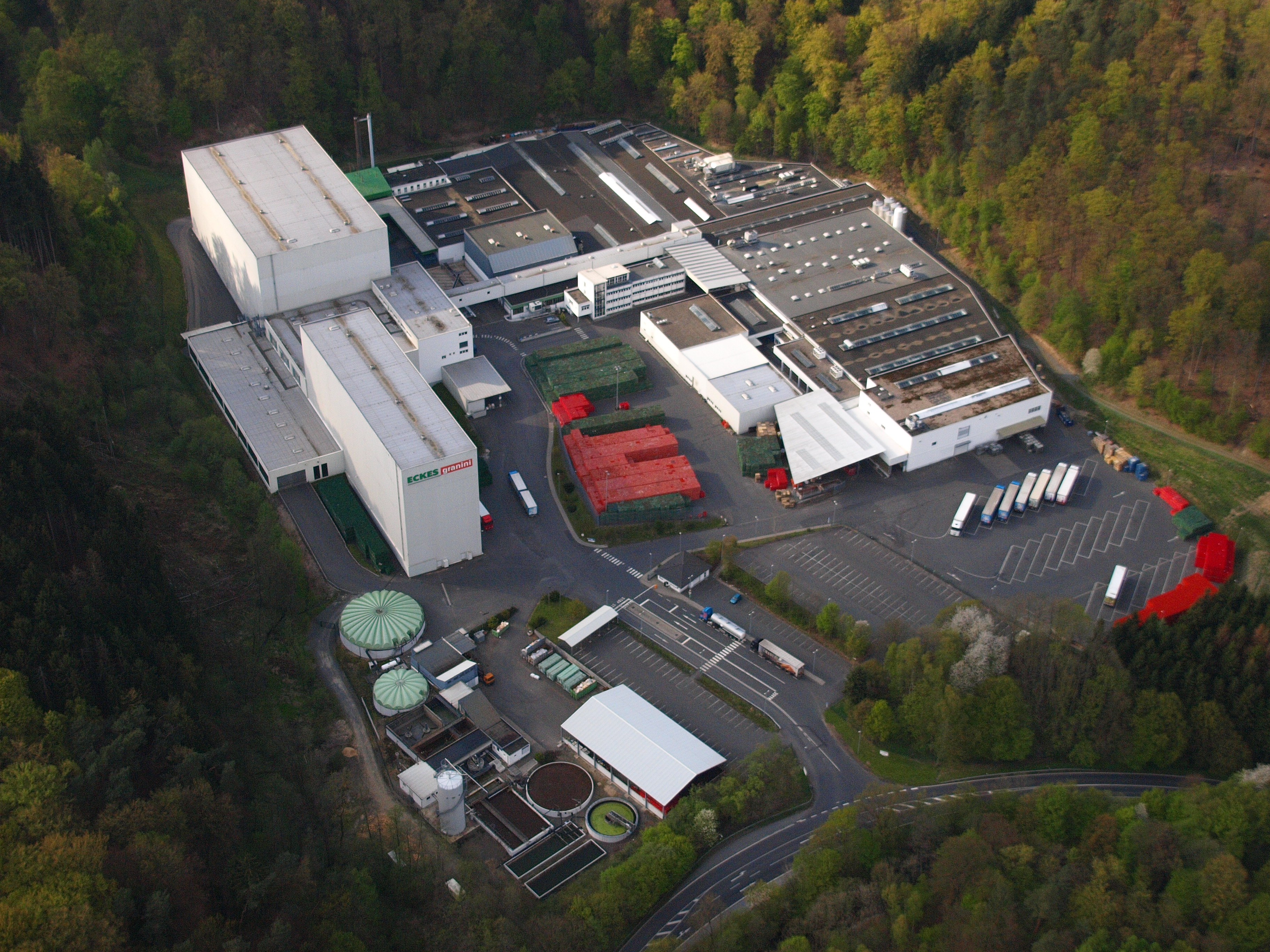
Eckes AG, Winterscheid

## Varumärken
- Hohes C
- Granini
- Pago
- God Morgon
- Brämhults
- Rynkeby